# Hippasa partita
Hippasa partita là một loài nhện trong họ Lycosidae.
Loài này thuộc chi Hippasa. Hippasa partita được Octavius Pickard-Cambridge miêu tả năm 1876.